# Giovanni Fusco
Pour les articles homonymes, voir Fusco.
Giovanni Fusco, né le 10 octobre 1906 à Sant'Agata de' Goti, dans la province de Bénévent en Campanie (Italie), et mort le 1er juin 1968 à Rome, est un compositeur italien de musiques de films.
Son nom est étroitement lié à celui de Michelangelo Antonioni.

## Filmographie partielle
- 1937 : Contessa di Parma d'Alessandro Blasetti
- 1937 : Questi ragazzi de Mario Mattoli
- 1937 : Il dottor Antonio d'Enrico Guazzoni
- 1945 : Il sole di Montecassino de Giuseppe Maria Scotese
- 1950 : Chronique d'un amour (Cronaca di un amore) de Michelangelo Antonioni
- 1953 : Fille d'amour (Traviata 53) de Vittorio Cottafavi
- 1953 : Le Marchand de Venise de Pierre Billon
- 1955 : Les Égarés (Gli sbandati) de Francesco Maselli
- 1957 : Le Cri (Il grido) de Michelangelo Antonioni
- 1959 : Hiroshima, mon amour de Alain Resnais
- 1960 : L'avventura de Michelangelo Antonioni
- 1960 : La Princesse du Nil (La donna dei Faraoni) de Victor Tourjanski
- 1960 : Jeux précoces (Il rossetto) de Damiano Damiani
- 1960 : Les Dauphins (I delfini) de Francesco Maselli
- 1960 : La Vallée des pharaons (Il sepolcro dei re) de Fernando Cerchio
- 1962 : L'Éclipse (L'eclisse) de Michelangelo Antonioni
- 1962 : Dulcinée (Dulcinea) de Vicente Escrivá
- 1962 : Le Cheik rouge (Lo sceicco rosso) de Fernando Cerchio
- 1962 : La Nonne de Monza (La monaca di Monza) de Carmine Gallone
- 1963 : Il mare de Giuseppe Patroni Griffi
- 1963 : La Corruption (La corruzione) de Mauro Bolognini
- 1963 : Milano nera de Gian Andrea Rocco
- 1964 : Les Deux Rivales (Gli indifferenti) de Francesco Maselli
- 1964 : Les Pirates de Malaisie (I pirati della Malesia) de Umberto Lenzi
- 1964 : Le Désert rouge (Il deserto rosso) de Michelangelo Antonioni
- 1966 : La Guerre est finie de Alain Resnais
- 1968 : Le tueur frappe trois fois (La morte non ha sesso) de Massimo Dallamano
- 1968 : Jarretière Colt (Giarrettiera Colt) de Gian Andrea Rocco
- 1970 : L'Aveu de Costa-Gavras

## Distinctions
- 1951 : Ruban d'argent de la meilleure musique du Syndicat national des journalistes de cinéma italiens, pour Chronique d'un amour[1]
- 1961 : Ruban d'argent de la meilleure musique du Syndicat national des journalistes de cinéma italiens, pour L'Avventura[2]